# Lekkoatletyka na Letnich Igrzyskach Olimpijskich 1900 – trójskok z miejsca mężczyzn
Konkurs trójskoku z miejsca na igrzyskach olimpijskich w 1900 w Paryżu rozegrano 16 lipca 1900 w Lasku Bulońskim. Startowało 10 lekkoatletów z 4 krajów. Rozegrano od razu finał. Była to konkurencja rozegrana po raz pierwszy na igrzyskach olimpijskich.

## Finał
| Poz.   | Zawodnik         | Kraj                 | Wynik    | Uwagi |
| ------ | ---------------- | -------------------- | -------- | ----- |
| złoto  | Ray Ewry         | Stany Zjednoczone    | 10,58    | OR    |
| srebro | Irving Baxter    | Stany Zjednoczone    | 9,95     |       |
| brąz   | Robert Garrett   | Stany Zjednoczone    | 9,50     |       |
| 4.     | Lewis Sheldon    | Stany Zjednoczone    | 9,45     |       |
| 5.-10  | Daniel Horton    | Stany Zjednoczone    | nieznany |       |
| 5.-10  | Frank Jarvis     | Stany Zjednoczone    | nieznany |       |
| 5.-10  | Pál Koppán       | Węgry                | nieznany |       |
| 5.-10  | John McLean      | Stany Zjednoczone    | nieznany |       |
| 5.-10  | Karl Staaf       | Szwecja              | nieznany |       |
| 5.-10  | Waldemar Steffen | Cesarstwo Niemieckie | nieznany |       |

Ewry wygrał zdecydowanie. Wyniki zawodników poza pierwszą czwórką nie są znane.